# Montcalm
El Montcalm és una muntanya de 3.078,3 msnm situat al Massís del Montcalm (Pirineu), al País de Foix.
S'hi puja pel seu vessant de ponent que va per Pinet. Calen unes 3 hores per fer els 850 metres de desnivell que hi ha des del refugi de l'étang du Pinet. Cal pujar al coll de Riufred i per la carena fàcil s'arriba al cim sense problemes.